# Elecciones estatales de Quintana Roo de 1981
Las elecciones estatales de Quintana Roo de 1981 se llevaron a cabo el domingo 1 de marzo de 1981, y en ellas se eligieron los siguientes cargos de elección popular:
- Gobernador de Quintana Roo. Titular del Poder Ejecutivo del estado, electo para un periodo de seis años no reelegibles en ningún caso, el candidato electo fue Pedro Joaquín Coldwell.
- 7 ayuntamientos. Compuestos por un Presidente Municipal, un síndico y regidores, electos para un periodo de tres años no reelegibles para el periodo inmediato.
- 12 Diputados al Congreso del Estado. 9 electos por mayoría relativa en cada uno de los Distrito Electorales Locales y 3 electos bajo el principio de Representación Proporcional.

## Resultados electorales

### Gobernador
|  | 0.03 % |

|  | 94.12 % |

|  | 1.43 % |

|  | 1.49 % |

|  | 0.02 % |

|  | 0.72 % |

|  | 0.01 % |

|  | 2.19 % |

|  | 100.00 % |

### Ayuntamientos
|                                              | Partido Acción Nacional                     | 0 |
|                                              | Partido Revolucionario Institucional        | 7 |
|                                              | Partido Auténtico de la Revolución Mexicana | 0 |
|                                              | Partido Popular Socialista                  | 0 |
|                                              | Partido Comunista Mexicano                  | 0 |
|                                              | Partido Socialista de los Trabajadores      | 0 |
| Fuente: Instituto Electoral de Quintana Roo. |                                             |   |

#### Ayuntamiento de Chetumal
- María Cristina Aguilar  Hecho

#### Ayuntamiento de Cancún
- José Irabién Medina  Hecho

### Diputados
|                                              | Partido Acción Nacional                     | 0 |
|                                              | Partido Revolucionario Institucional        | 9 |
|                                              | Partido Auténtico de la Revolución Mexicana | 0 |
|                                              | Partido Popular Socialista                  | 0 |
|                                              | Partido Comunista Mexicano                  | 0 |
|                                              | Partido Socialista de los Trabajadores      | 0 |
| Fuente: Instituto Electoral de Quintana Roo. |                                             |   |